# ویوز
ویوز (Vuze) (پیش‌تر Azureus) یک کلاینت بیت تورنت است که با استفاده از پروتکل تورنت دانلود فایل‌هایی با پسوند تورنت (Torrent.) و لینک‌های مگنتی (Magnet Links) و هش‌فایل‌ها (Hash Files) را مدیریت می‌کند. ویوز با زبان جاوا نوشته شده و سورس باز است. از نسخه ۳ به بعد علاوه بر تغییرات فراوان در رابط کاربری و امکانات، نام نرم‌افزار هم از آزوروس به ویوز تغییر کرد.